# Hidenori Takagi
Hidenori Takagi (* 20. März 1961 in Tokio) ist ein japanischer Festkörperphysiker.
Takagi studierte Angewandte Physik an der Universität Tokio, an der er 1989 promoviert wurde. Als Post-Doktorand war er an den ATT Bell Laboratories. Danach wurde er Associate Professor an der Universität Tokio (1994) und 1999 Professor. Ab 2002 war er auch Gruppenleiter am RIKEN. Er ist seit 2013 Direktor am Max-Planck-Institut für Festkörperforschung (MPI-FKF) in Stuttgart. 2014 erhielt er eine Humboldt-Professur gemeinsam am MPI-FKF und an der Universität Stuttgart. Außerdem ist er Professor an der Universität Tokio. Er ist wissenschaftliches Mitglied der Max-Planck-Gesellschaft. 
Takagi befasst sich mit Metall-Isolator-Übergängen, Hochtemperatursupraleitung, Quantenmagnetismus in korrelierten Übergangsmetalloxiden.
Er erhielt 1988 den IBM Science Prize, 1994 den Nissan Science Prize, 2006 den Kamerlingh Onnes Prize (für Arbeiten zu Hochtemperatursupraleitern), 2009 den Honda Frontier Award und 2020 den Eugen-und-Ilse-Seibold-Preis. Er ist Fellow der American Physical Society, die ihm den James C. McGroddy Prize for New Materials für 2025 zusprach.

## Schriften (Auswahl)
- H. Takagi, Y. Tokura, S. Uchida: Superconductivity Produced by Electron-Doping in CuO2-Layered Compounds, Physical Review Letters 62, 1197 (1989).
- H. Takagi, B. Batlogg, H. L. Kao, J. Kwo, R. J. Cava, J. J. Krajewski, W. F. Peck: Systematic Evolution of Temperature-Dependent Resistivity in La2-xSrxCuO4, Physical Review Letters 69, 2975–2978 (1992).
- R. J. Cava, H. Takagi, B.Batlogg, H. W. Zandbergen, J. J. Krajewski, W. F. Peck, Jr., R. B.van Dover, R. J. Felder, T. Siegrist, K. Mizuhashi, J. O. Lee, H. Eisaki, S. A. Carter, S.Uchida: Superconductivity at 23 K in Yttrium Palladium Boride Carbide, Nature 367, 146–147 (1994).
- C. Urano, M. Nohara, S. Kondo, F. Sakai, H. Takagi, T. Shiraki, T. Okubo: LiV2O4 Spinel as a Heavy-Mass Fermi Liquid: Anomalous Transport and Role of Geometrical Frustration, Physical Review Letters 85, 1052–1055, (2000).
- T. Hanaguri, C. Lupien, Y. Kohsaka, D. H. Lee, M. Azuma, M. Takano, H. Takagi, J. C. Davis: A 'checkerboard' electronic crystal state in lightly hole-doped Ca2-xNaxCuO2Cl2, Nature 430,1001–1005 (2004).
- K. Takenaka, H. Takagi: Giant negative thermal expansion in Ge-doped anti-perovskite manganese nitrides, Applied Physics Letters 87 (26), 261902 (2005).
- Y. Okamoto, M. Nohara, H. Aruga-Katori and H. Takagi: Spin-Liquid State in S=1/2 Hyper-Kagome Antiferromagnet Na4Ir3O8, Physical Review Letters 99, 137207 (2007).
- T. Hanaguri, Y. Kohsaka, M. Ono, M. Maltseva, P. Coleman, I. Yamada, M. Azuma, M. Takano, K. Ohishi, H. Takagi: Coherence Factors in a High-Tc Cuprate Probed by Quasi-particle Scattering off Vortices,  Science 323, 923–926 (2009).
- B. J. Kim, H. Ohsumi, T. Komesu, S. Sakai, T. Morita, H. Takagi,  T. Arima: Phase-sensitive observation of a spin-orbital Mott state in Sr2IrO4, Science 323, 1329–1332 (2009).
- T. Hanaguri, S. Niitaka, K. Kuroki, H. Takagi: Unconventional s-Wave Superconductivity in Fe(Se,Te), Science 328, 474–476 (2010).
- Y. Kohsaka, T. Hanaguri, M. Azuma, M. Takano, J. C. Davis, H. Takagi: Visualization of the emergence of the pseudogap state and the evolution to superconductivity in a lightly hole-doped Mott insulator, Nature Physics 8, 534 (2012).
- S. Fujiyama, H. Ohsumi, T. Komesu, J. Matsuno, B.J. Kim, M. Takata, T. Arima, H. Takagi: Two-Dimensional Heisenberg Behavior of Jeff = 1/2 Isospins in the Paramagnetic State of the Spin-Orbital Mott Insulator Sr2IrO4, Physical Review Letters 108, 247212 (2012).